# 安藤文男
安藤文男（あんどう　ふみお、1955年6月23日 - ）は、日本の実業家。神奈川県出身。
1979年（昭和54年）関東学院大学卒、1979年（昭和54年）旧アイエックス取締役就任。1996年（平成8年）旧アイエックス代表取締役社長就任。1999年（平成11年）日本ナレッジインダストリ株式会社と株式会社アイエックスが合併。これによりアイエックス・ナレッジ株式会社となり、アイエックス・ナレッジ株式会社副社長に就任。2001年（平成13年）10月アイエックス・ナレッジ代表取締役社長就任、現在に至る